# Labarde
Labarde település Franciaországban, Gironde megyében. Lakosainak száma 616 fő (2022. január 1.). Labarde Arsac, Macau és Margaux-Cantenac községekkel határos.

## Népesség
A település népességének változása:
| Lakosok száma | 435  | 453  | 695  | 623  | 604  | 587  | 591  | 599  | 610  | 616  |
|               | 1968 | 1982 | 1990 | 2006 | 2013 | 2015 | 2017 | 2019 | 2020 | 2022 |